# Amblyopone silvestrii
Amblyopone silvestrii är en myrart som först beskrevs av Wheeler 1928.  Amblyopone silvestrii ingår i släktet Amblyopone och familjen myror. Inga underarter finns listade i Catalogue of Life.

## Bildgalleri

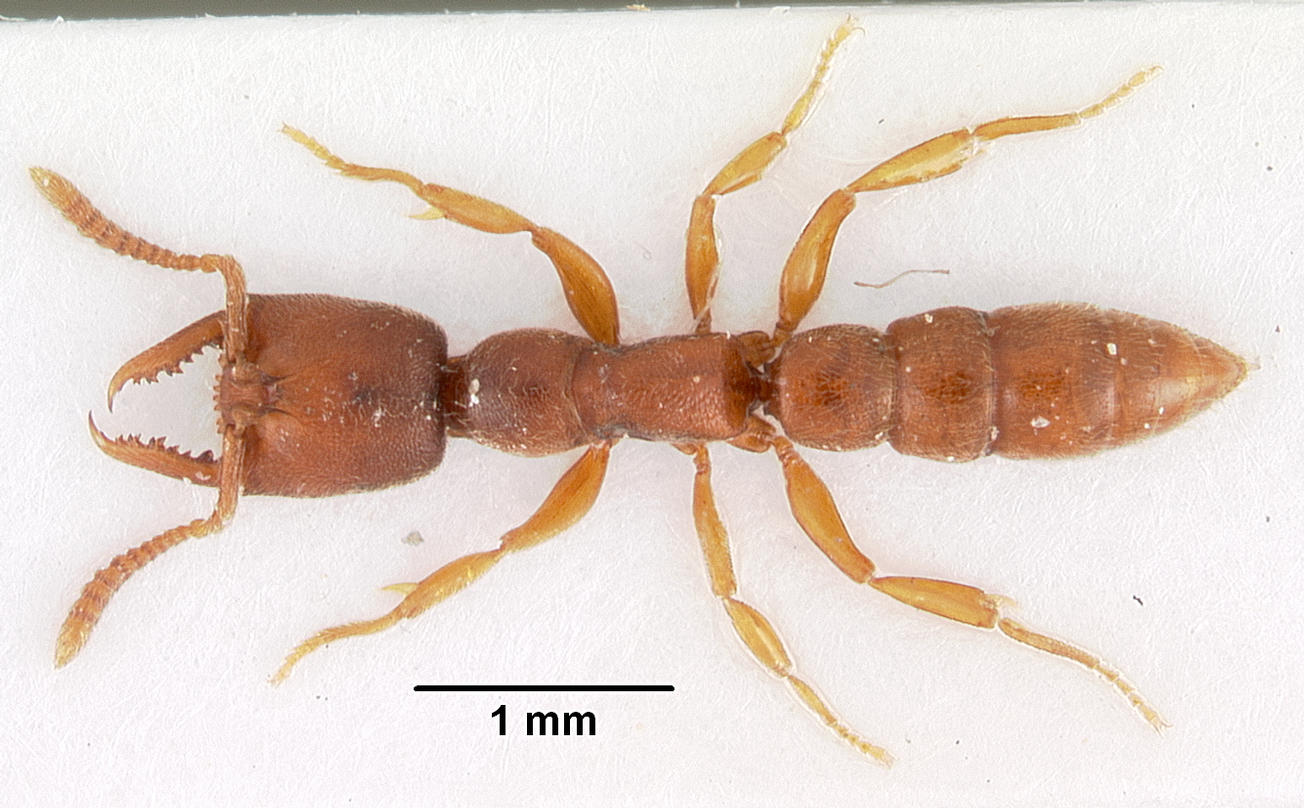
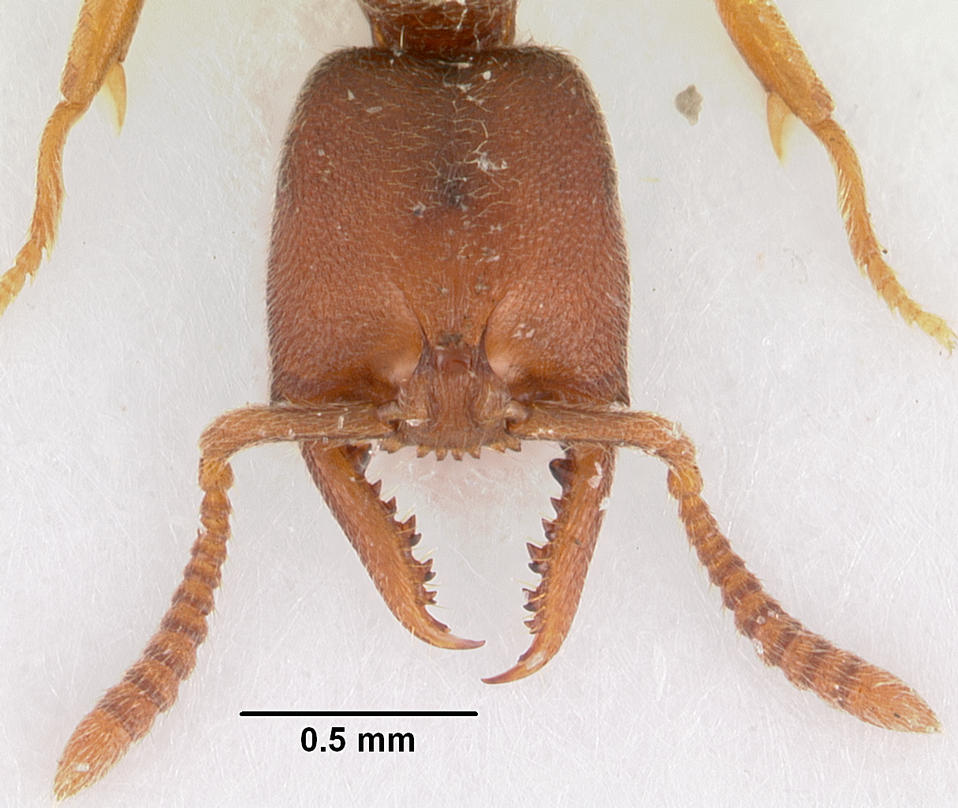
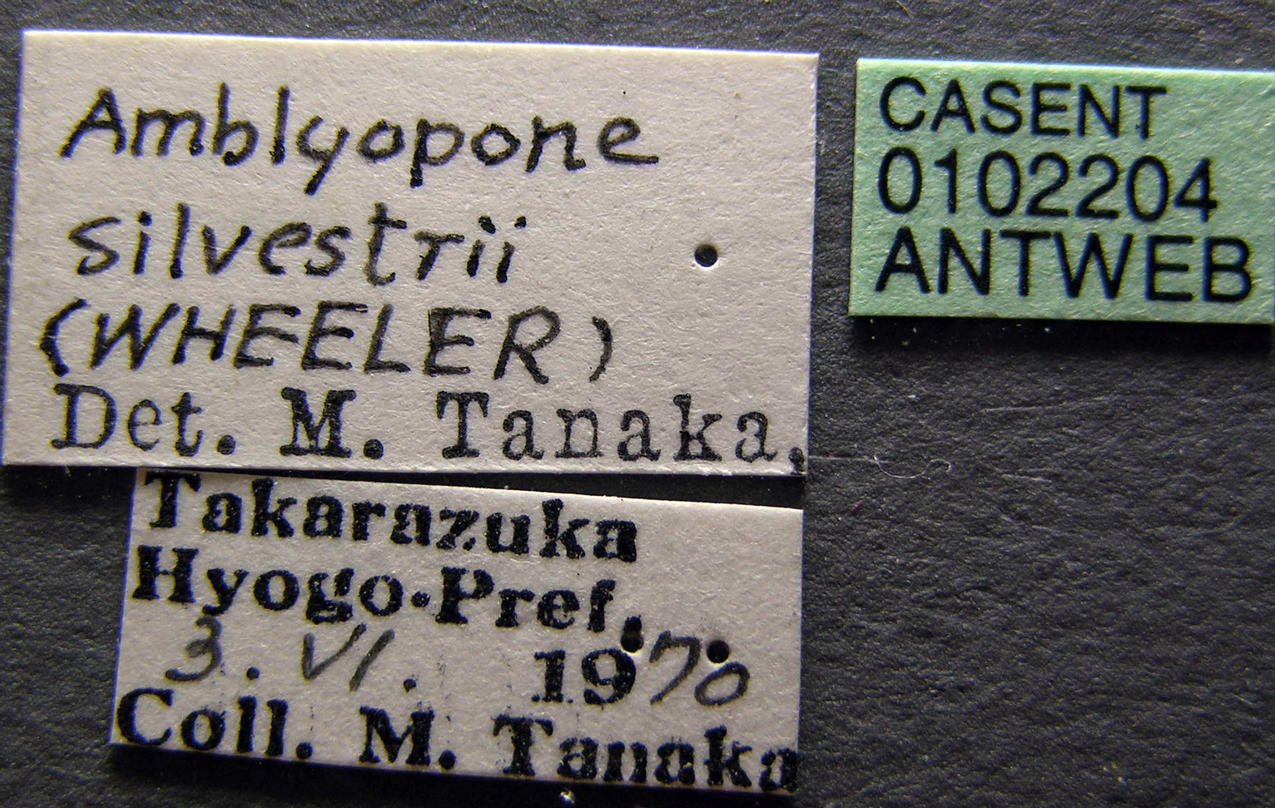
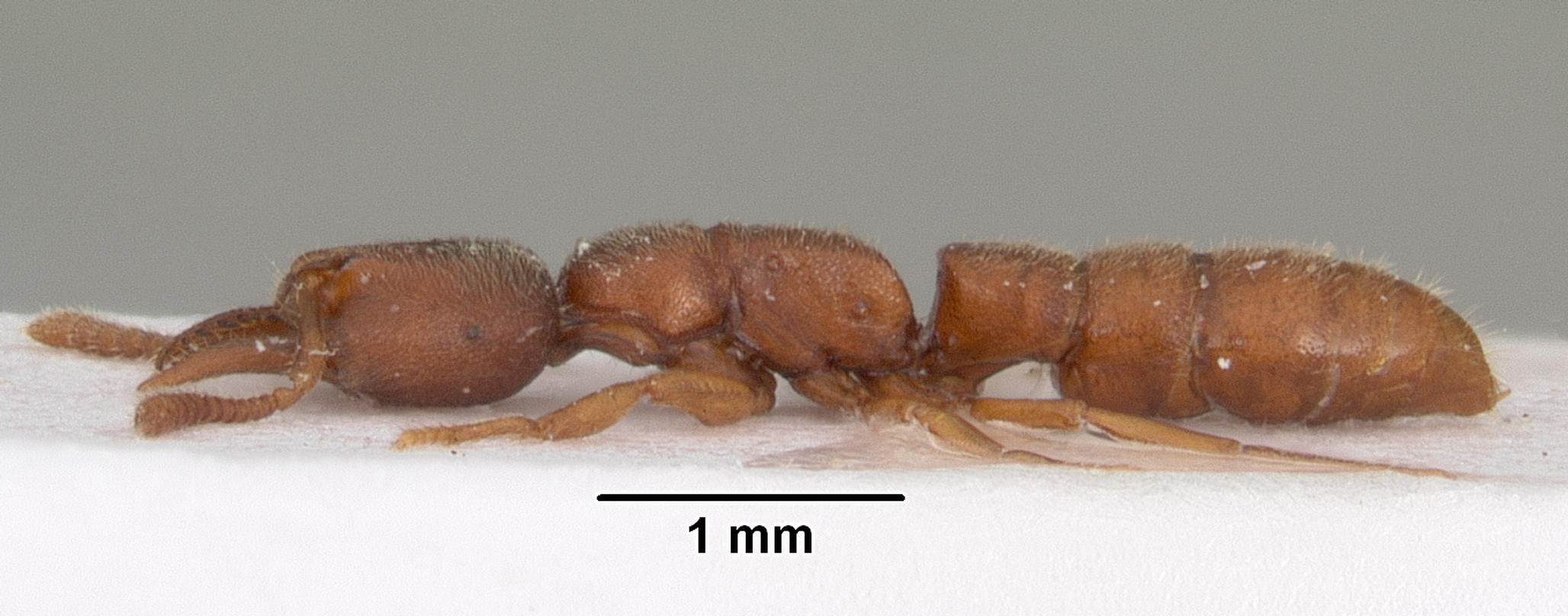
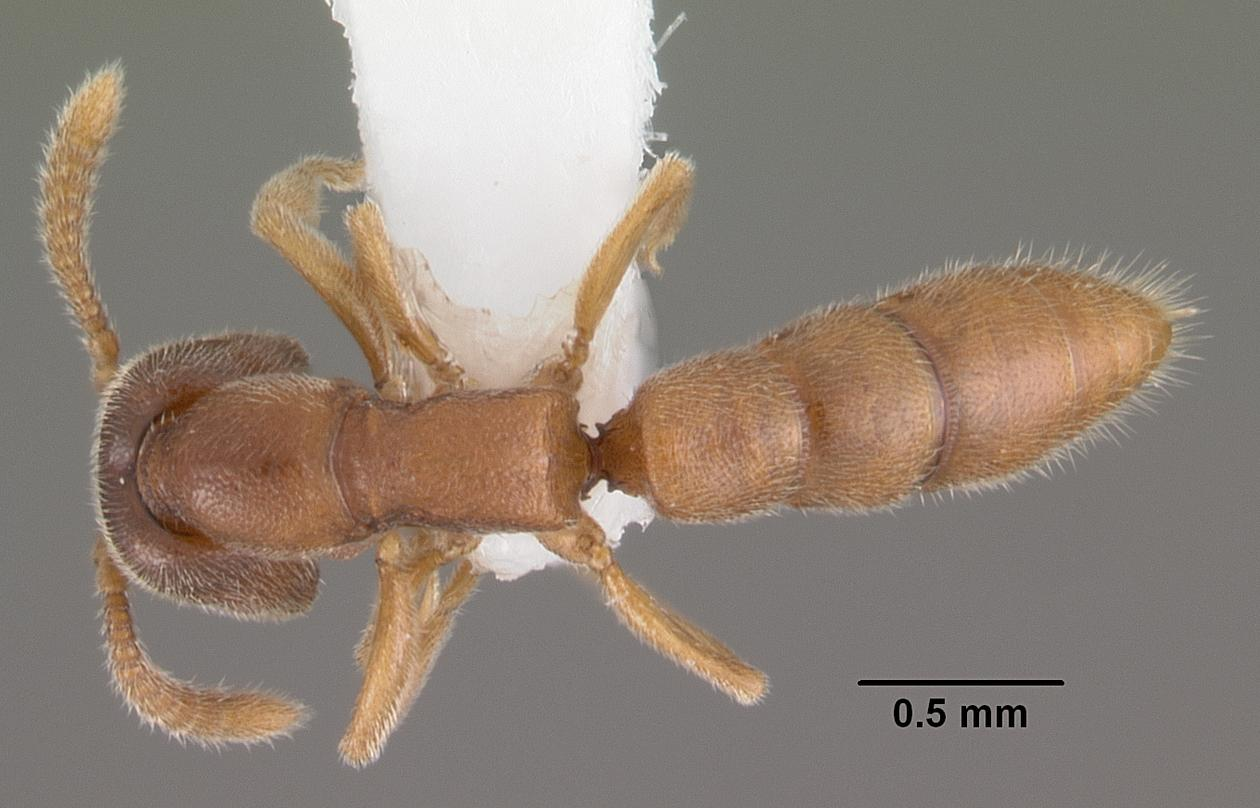
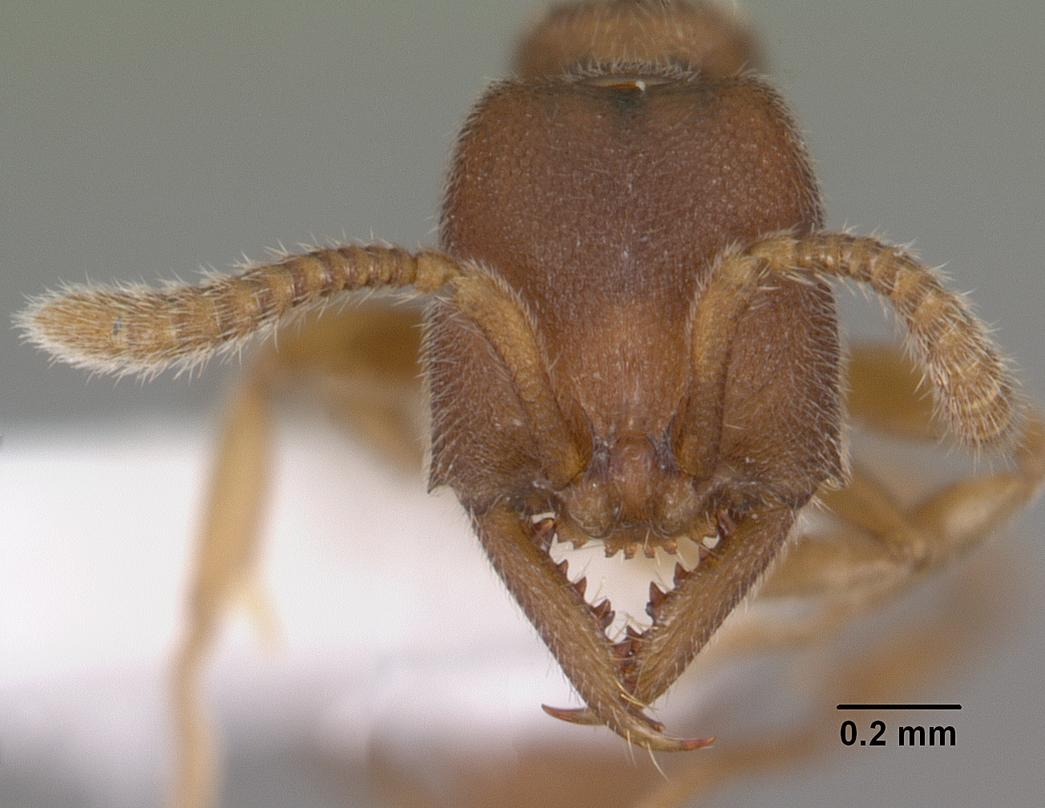